# Dysmilichia perigeta
Dysmilichia perigeta là một loài bướm đêm trong họ Noctuidae.